# Gemeindealpe
La Gemeindealpe est une montagne de 1 626 mètres d'altitude et une station de ski de taille moyenne, situées près de Mitterbach am Erlaufsee dans le sud-ouest du Land de Basse Autriche en Autriche.
Destination prisée pour le ski de randonnée, la Gemeindealpe domine le lac Erlaufsee et offre une vue dégagée sur le mont Ötscher.
Le domaine skiable a été équipé en 2003 de deux télésièges fonctionnant également en été. Les pistes, orientées vers l'est, sont, dans leur partie inférieure, équipées de canons à neige pour permettre l'ouverture du domaine skiable de décembre à mars. La piste noire Steilhang, située sous le télésiège 2 places desservant la partie supérieure du domaine, est probablement l'une des pistes les plus difficiles des Préalpes autrichiennes. Le bas du domaine, plus accessible aux débutants, a été dessiné dans la forêt.
Gemeindealpe est membre du regroupement de stations de ski Skiregion Ostalpen.

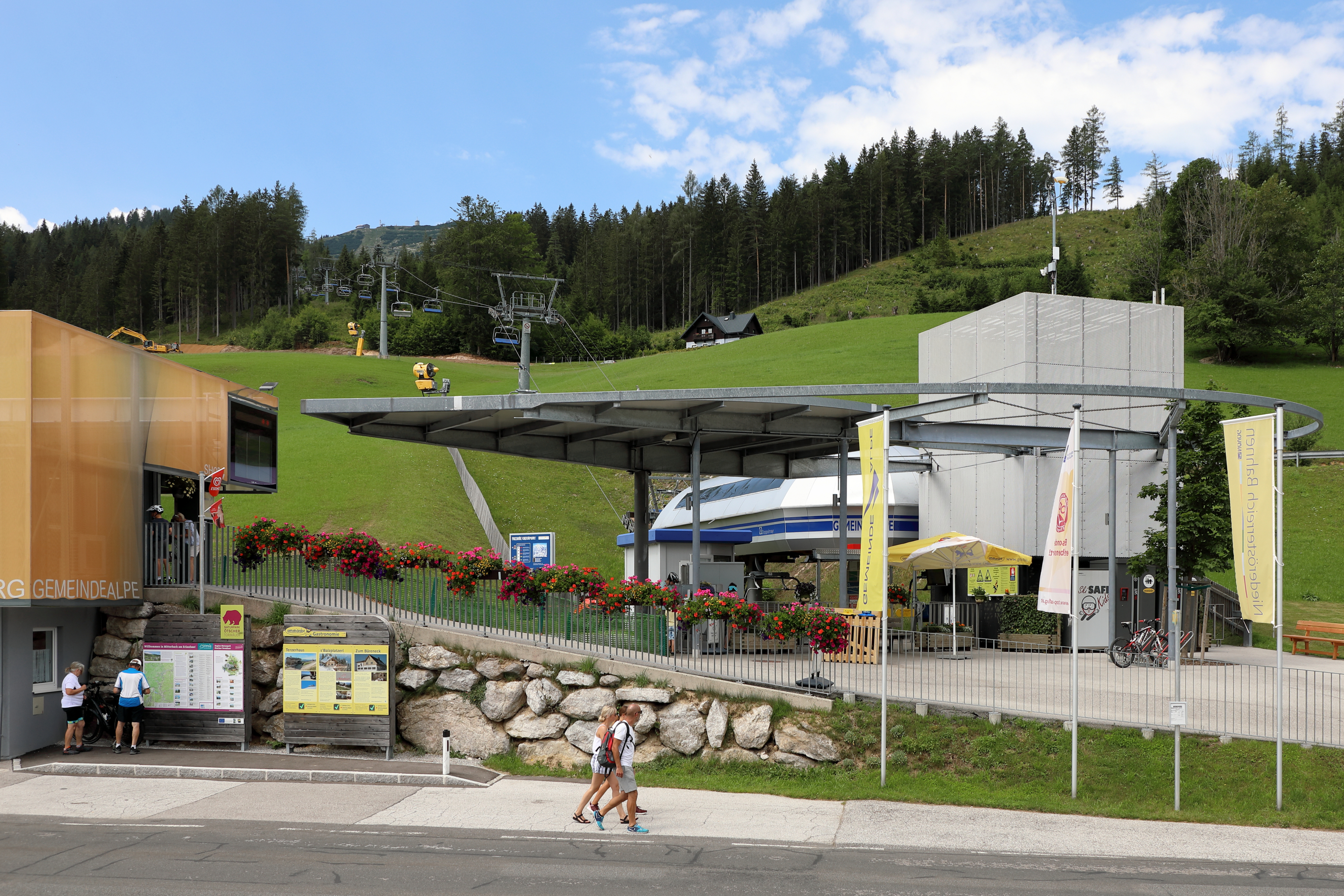
Station de base du télésiège
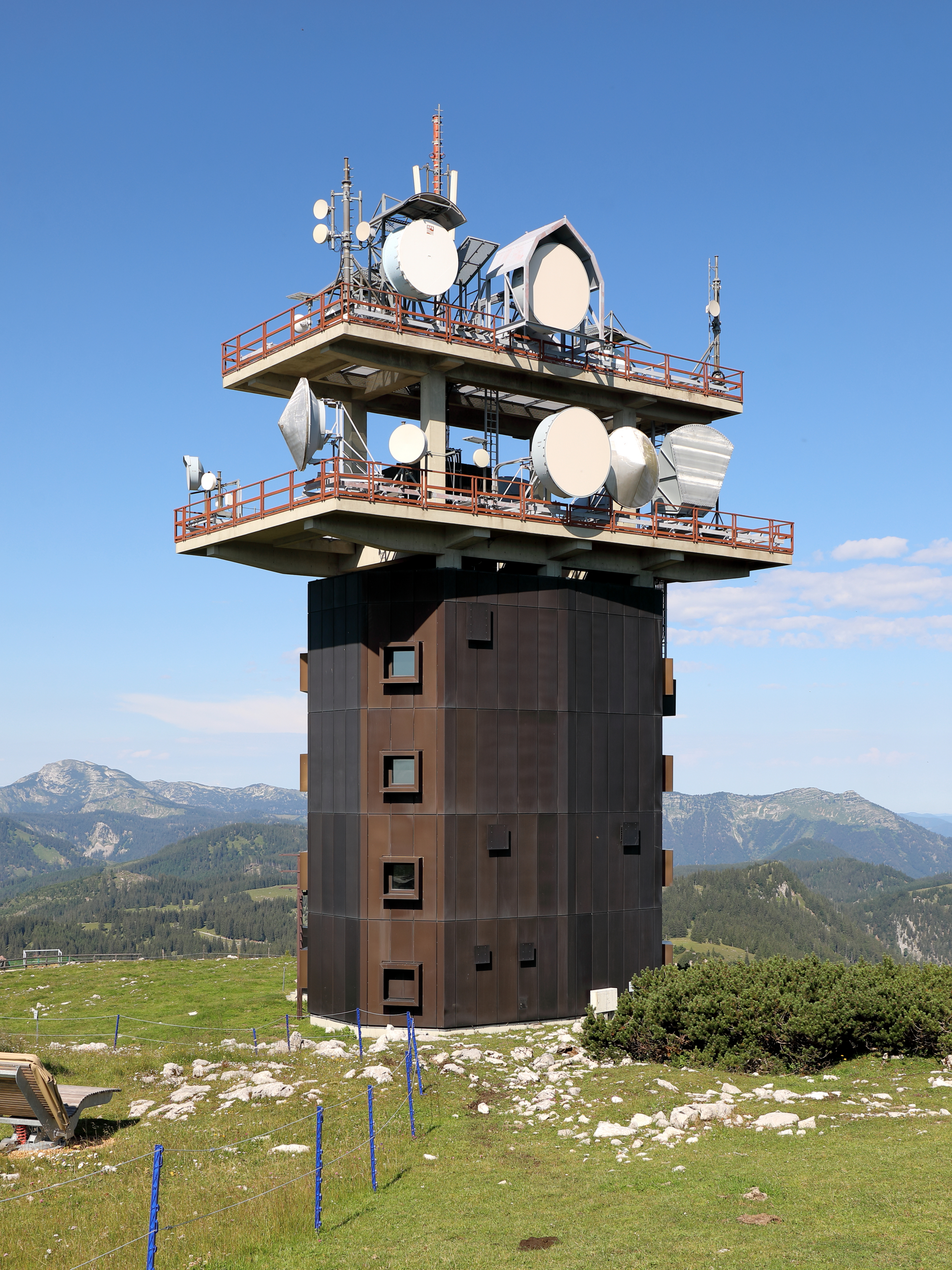
Tour radio directionnelle au sommet
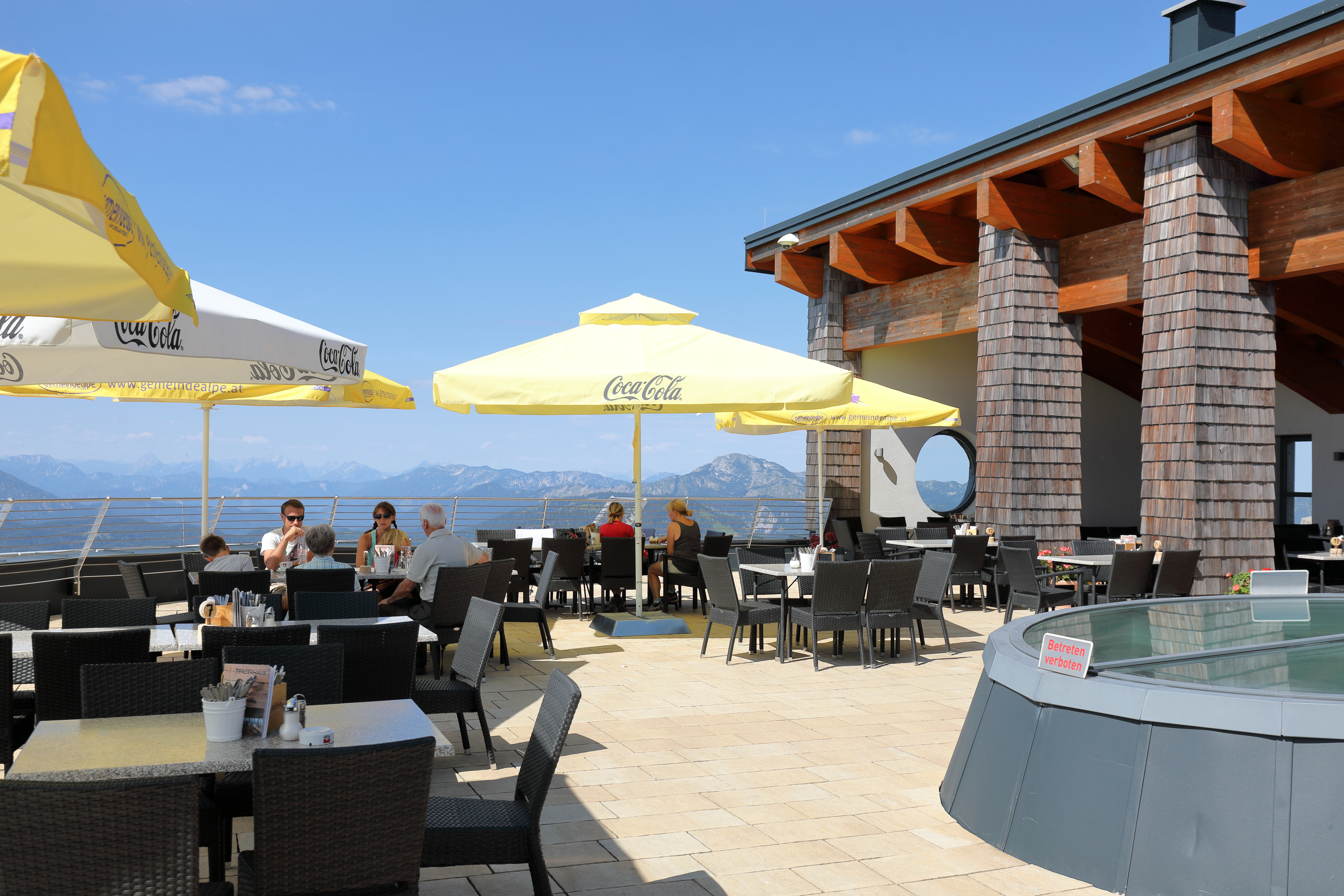
Terzerhaus au sommet